# Yellowstone (Alberta)
Pour les articles homonymes, voir Yellowstone (homonymie).
Yellowstone est un village d'été (summer village) du Comté de Lac Sainte-Anne, situé dans la province canadienne d'Alberta.

## Démographie
En tant que localité désignée dans le recensement de 2011, Yellowstone a une population de 124 habitants dans 55 de ses 143 logements, soit une variation de -27,1 % avec la population de 2006. Avec une superficie de 0,282 8 km2, village d'été possède une densité de population de 438,472 4 hab/km2 en 2011.
Concernant le recensement de 2006, Yellowstone abritait 170 habitants dans 74 de ses 146 logements. Avec une superficie de 0,282 8 km2, village d'été possédait une densité de population de 601,1 hab/km2 en 2006.
| 2001 | 2006 | 2011 | 2016 |
| ---- | ---- | ---- | ---- |
| 98   | 170  | 124  | 137  |